# Sopot Hit Festiwal
Sopot Hit Festiwal – międzynarodowy festiwal muzyczny organizowany w sierpniu w Polsce, odbywający się w Operze Leśnej w Sopocie. Od początku koncert składał się z dwóch konkursów – konkursu krajowego i zagranicznego. Zwycięzca konkursu na Polski i Zagraniczny Hit Lata wygrywał statuetkę i nagrodę pieniężną (w 2008 roku – 50 tys. złotych; w 2009 roku – 40 tys. złotych; w 2010 roku – 30 tys. złotych), a także występ podczas finałowego koncertu Hity Na Czasie, a zwycięzcę wybierali widzowie poprzez głosowanie SMS. Emisja festiwalu odbywała się na żywo w TVP2, TVP HD, Radiu Eska i TVP Polonia (a w 2008 również w Eska TV).
W 2010 roku z powodu remontu Opery Leśnej festiwal odbył się pod koniec sierpnia w Bydgoszczy pod nazwą Bydgoszcz Hit Festiwal 2010. Była to ostatnia edycja konkursu.

## Zwycięzcy
| Rok  | Polski Hit Lata | Polski Hit Lata | Zagraniczny Hit Lata | Zagraniczny Hit Lata | Miejsce festiwalu     | Nazwa festiwalu             |
| Rok  | Wykonawca       | Piosenka        | Wykonawca            | Piosenka             | Miejsce festiwalu     | Nazwa festiwalu             |
| ---- | --------------- | --------------- | -------------------- | -------------------- | --------------------- | --------------------------- |
| 2008 | Doda            | Nie daj się     | Shaun Baker & MaLoY  | Hey Hi Hello         | Opera Leśna, Sopot    | Sopot Hit Festiwal 2008     |
| 2009 | Ewa Farna       | Cicho           | Katerine             | Ayo Technology       | Opera Leśna, Sopot    | Sopot Hit Festiwal 2009     |
| 2010 | Volver          | Voleremos       | Safri Duo & Velile   | Helele               | Łuczniczka, Bydgoszcz | Bydgoszcz Hit Festiwal 2010 |